# Monoforme
 (juillet 2025).
Si vous disposez d'ouvrages ou d'articles de référence ou si vous connaissez des sites web de qualité traitant du thème abordé ici, merci de compléter l'article en donnant les références utiles à sa vérifiabilité et en les liant à la section « Notes et références ».
La Monoforme est le nom que donne le cinéaste Peter Watkins au schéma narratif dominant dans la production audiovisuelle actuelle.

## Caractérisation
La caractérisation de la monoforme peut s'opérer sur la base des éléments suivants :
- un enchaînement rythmé et répétitif de courtes séquences pouvant se schématiser de la façon suivante :

|--|-|--|---|-|-|-|--|
où les barres verticales correspondent aux coupures réalisées lors de la phase de montage du film ou du documentaire ;
- le recours à des séquences parallèles, sans rapport étroit entre elles, donnant l'impression au spectateur de passer rapidement du coq à l'âne ;
- le passage brusque à différents plans de perspective : plan rapproché, plan large, etc.
- une caméra qui « tournoie » et ne cesse d'être en mouvement laissant ainsi peu de place à de longs plans fixes ;
- une place limitée étant accordée à l'expression des personnages intervenant dans le film ou le reportage ;
- l'utilisation massive, par-dessus ce flot d'images, de musiques saturées ainsi qu'un recours systématique à de nombreux effets sonores.

Les journaux télévisés comptent parmi les émissions les plus empreintes de la monoforme. Les courts plans, composant les reportages, peuvent y avoir une durée moyenne de trois à quatre secondes seulement.

## Incidence sur le spectateur
Peter Watkins utilise l'image d'un docteur venant frapper de son marteau le genou de dizaines de spectateurs, savamment alignés, afin d'obtenir, chez eux, une même réaction simultanée : un bruit strident et c'est une salle entière qui se dresse horrifiée sur sa chaise.
Combiné à ces enchaînements rapides, ces effets techniques, un schéma narratif très directif, et les spectateurs ressentent tous les mêmes sentiments – peurs, tristesse, sentiment de justice ou d'injustice – là où l'interprétation du spectateur aurait pu être plus ambiguë ou nuancée.

## Schémas narratifs alternatifs

### La voie Watkins
« le tout sans autre nouveauté qu'un espacement de la lecture »
Stéphane Mallarmé, Préface à Un coup de dés.
Dans le film de Peter Watkins sur la Commune de Paris, La Commune (Paris, 1871), on peut voir les longs et lents déplacements d'une caméra qui va de groupe en groupe de discussions, comme autant de regards, à chaque fois partiel, sur l'événement historique. Un rivage où viendraient se jeter continuellement de nouvelles vagues, comme autant d'aventures du regard, saisissant à chaque fois un nouvel angle de la situation, à chaque fois construisant une nouvelle différence avec les regards précédents.
Chacune de ces vagues n'a pas pour prétention d'atteindre la totalité ou de porter une vérité en soi. Si un sens se dégage finalement, c'est de l'accumulation de toutes ces vagues, de toutes ces différences qu'il naît dans l'esprit du spectateur.